# Gouze (Pyrénées-Atlantiques)
Pour les articles homonymes, voir Gouze.
Gouze est une ancienne commune française du département des Pyrénées-Atlantiques. Le 1er janvier 1972 (arrêté préfectoral du 29 décembre 1971), Arance, Gouze, Lendresse et Mont fusionnent pour former la nouvelle commune de Mont.

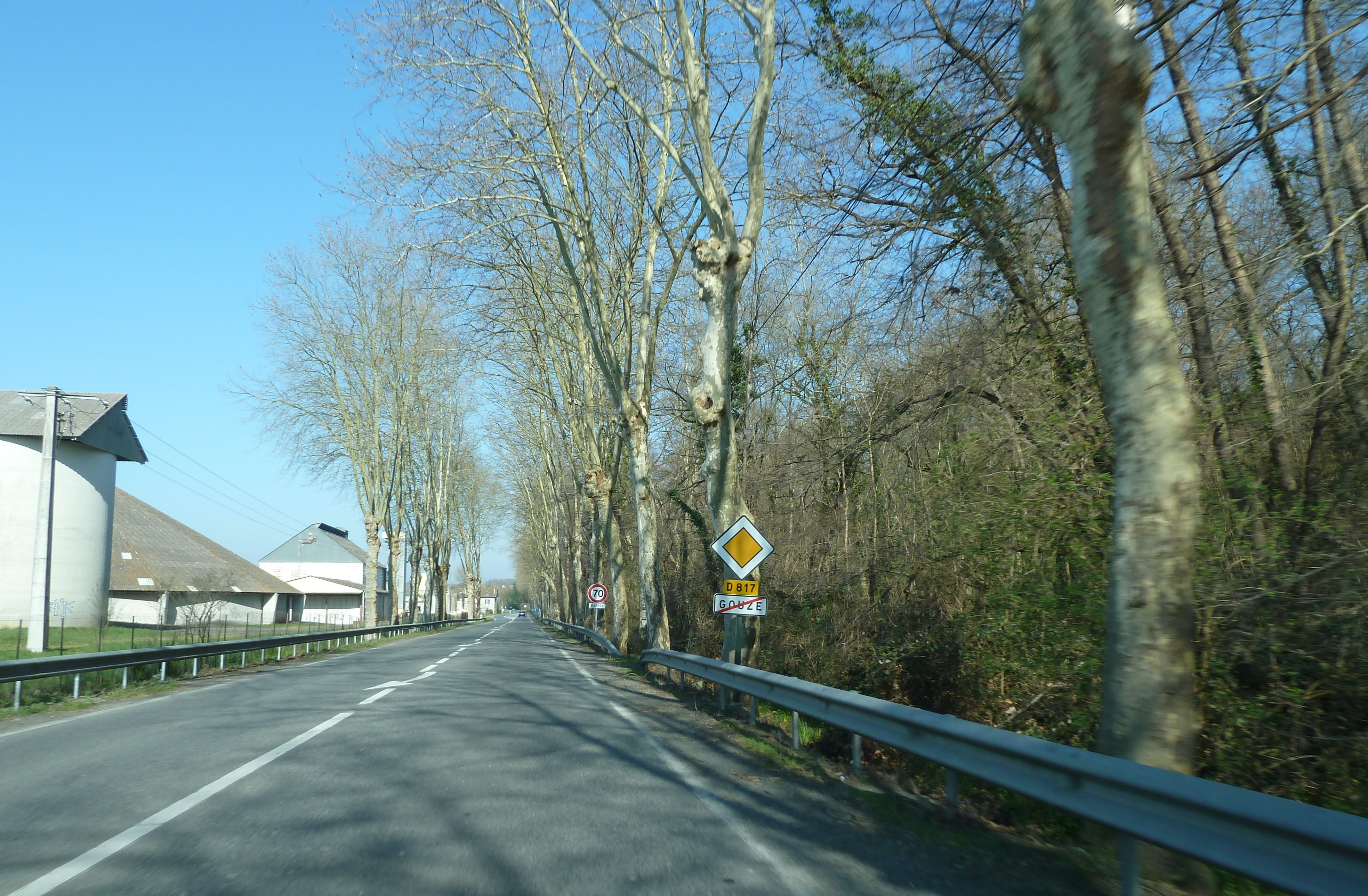
Sortie de Gouze.

## Géographie
Gouze est un village du Béarn, sur la rive droite du gave de Pau et à l'ouest de Lacq.

## Toponymie
Le toponyme Gouze apparaît sous les formes 
Goza (1270, titres d'Ossau), 
Goze (1286, titres de Béarn), 
Gose (XIIIe siècle, fors de Béarn), 
Guoze (1385, censier de Béarn),  
Goosse (1487, registre des Établissements de Béarn) et 
Gonze (1793 ou an II).

## Histoire
Paul Raymond note qu'en 1385, Gouze dépendait du bailliage de Pau et comptait 20 feux.

## Démographie
| 1793 | 1800 | 1806 | 1821 | 1831 | 1836 | 1841 | 1846 | 1851 |
| ---- | ---- | ---- | ---- | ---- | ---- | ---- | ---- | ---- |
| 316  | 315  | 319  | 346  | 328  | 355  | 347  | 355  | 354  |

| 1856 | 1861 | 1866 | 1872 | 1876 | 1881 | 1886 | 1891 | 1896 |
| ---- | ---- | ---- | ---- | ---- | ---- | ---- | ---- | ---- |
| 358  | 322  | 293  | 295  | 290  | 298  | 308  | 301  | 263  |

| 1901 | 1906 | 1911 | 1921 | 1926 | 1931 | 1936 | 1946 | 1954 |
| ---- | ---- | ---- | ---- | ---- | ---- | ---- | ---- | ---- |
| 234  | 218  | 211  | 176  | 190  | 205  | 195  | 207  | 202  |

| 1962 | 1968 | - | - | - | - | - | - | - |
| ---- | ---- | - | - | - | - | - | - | - |
| 237  | 233  | - | - | - | - | - | - | - |

## Culture locale et patrimoine

### Patrimoine religieux
L'église Saint-Pierre-aux-Liens date du XIXe siècle.

## Pour approfondir